# Vollspektrumlicht
Bei herkömmlicher künstlicher Beleuchtung mittels Leuchtstofflampen kommt nur ein eingeschränktes Lichtspektrum zum Einsatz. Sie erzeugt primär Helligkeit. Vollspektrumlicht dagegen gibt das mittägliche Tageslicht in etwa wieder. Es berücksichtigt auch kurzwellige Ultraviolettstrahlung (UV-A und B 290 bis 380 Nanometer (nm)) und Infrarotstrahlung (ab etwa 750 nm).